# Кадров, Дмитрий Пантелеевич
Дмитрий Пантелеевич Кадров (14 августа 1914 года, село Сырово Ананьевского уезда Херсонской губернии — 6 октября 1993) — командир отделения 595-го отдельного саперного батальона 311-й стрелковой дивизии 8-й армии, старший сержант, полный кавалер ордена Славы.

## Биография
Дмитрий Пантелеевич Кадров родился 14 августа 1914 года в крестьянской семье. Украинец. После окончания 4-летней школы работал в местном колхозе, был бригадиром.
В 1940 году призван в ряды Красной Армии и направлен в г. Ленинград. Когда началась Великая Отечественная война, принимал участие в героической обороне Ленинграда.
Командир отделения отдельного саперного батальона 311-й стрелковой дивизии (8-я армия, Волховский фронт) младший сержант Кадров 11 февраля 1944 года возле с. Закибье и Ушно за 22 км севернее города Сольцы Ленинградской области) под пулеметным огнем противника установил 37 противопехотных мин, чем загородил путь наступающему врагу. Действуя в составе лыжного батальона, 5 раз прокладывал проходы в минных полях противника. 29 февраля 1944 года награждён орденом Славы 3-й степени.
Командир отделения отдельного саперного батальона 311-й стрелковой дивизии (61-я армия, 1-й Белорусский фронт) сержант Кадров 24-26 января 1945 года действуя в составе разведывательной группы в районе населенного пункта Конари, 11 км севернее города Варка (Польша), проложил проходы в минных полях врага, благодаря чему стрелковыми подразделениями был захвачен остров на реке Висла. 21 февраля 1945 года награждён орденом Славы 2-й степени.
14 апреля 1945 года старший сержант Кадров под пулеметным огнем переправил на левый берег реки Одер южнее города Шведт (Германия) группу разведчиков. Сделал в минном поле проходы, чем способствовал успешному выполнению группой боевой задачи. В этом же бою был тяжело ранен. 15 мая 1946 года награждён орденом Славы 1-й степени.
В 1945 году демобилизовался. Вернулся в родное село, где до выхода на пенсию работал бригадиром полеводческой бригады колхоза «путь Ленина».

## Награды
Награждён орденами Ленина, Октябрьской Революции, Трудового Красного Знамени, Отечественной войны 1-й степени, Красной Звезды, «Знак Почета», Славы трех степеней и медалями.

## Ссылка
- Антон Бочаров. Дмитрий Пантелеевич Кадров. Сайт «Герои страны». Дата обращения: 7 октября 2017.
- На сайте «Твои Герои Ленинград»